# Zonitis splendida
Zonitis splendida es una especie de coleóptero de la familia Meloidae.

## Distribución geográfica
Habita en King George Sound (Australia).